# Declana toreuta
Declana toreuta är en fjärilsart som beskrevs av Edward Meyrick 1929. Declana toreuta ingår i släktet Declana och familjen mätare. Inga underarter finns listade i Catalogue of Life.